# Sinan Uzun
Sinan Uzun (* 25. Januar 1990 in Sinop) ist ein türkischer Fußballspieler.

## Karriere
Uzun begann 2001 in der Jugend des Stadtverwaltungssportvereins Sinop Erfelek SK der Stadt Çeşme mit dem Vereinsfußball. Anschließend wechselte er in die Jugendabteilung von Balıkesirspor. Bereits ein halbes Jahr nach seinem Wechsel erhielt er hier einen Profivertrag und spielte für die Reservemannschaft. Ab dem Sommer 2008 wurde er dann vollständig in den Profikader involviert. In der Viertligasaison 2009/10 stieg er durch die Vizemeisterschaft seines Vereins in die TFF 2. Lig auf.
Zur Winterpause der Spielzeit 2011/13 wurde Uzun bis zum Saisonende an den Viertligisten Aydınspor 1923 ausgeliehen. Nachdem er in der Rückrunde in 17 Spielen zehn Tore schoss, verlängerte Aydınspor 1923 den Leihvertrag um ein weiteres Jahr. In diesem Jahr erzielte Uzun in 31 Spielen 15 Tore und hatte damit maßgeblichen Anteil an der Viertligameisterschaft seines Vereins und am Aufstieg in die TFF 2. Lig.
Im Sommer 2013 wechselte er zum Viertligisten Bergama Belediyespor. 

## Erfolge
Mit Balıkesirspor
- Vizemeister der TFF 3. Lig: 2009/10
- Aufstieg in die TFF 2. Lig: 2009/10

Mit Aydınspor 1923
- Meister der TFF 3. Lig: 2012/13
- Aufstieg in die TFF 2. Lig: 2012/13